# 基克尔
基克尔（德語：Kirkel，發音：[ˈkɪʁkl̩]）是德国萨尔兰州萨尔普法尔茨县的市镇，面积31.34平方千米，2023年12月31日人口为10,090人。

## 友好城市
- 法國 莫莱翁（1980年）
- 西班牙 托罗克斯（2012年）